# 清水幹生
清水 幹生（しみず みきお、1943年12月14日 - ）は、日本の俳優。兵庫県出身。文学座所属。玉川大学卒。
身長175cm。体重65kg。
旧芸名は清水 幹雄。

## 出演

### 舞台
- 花の館（1970年）※デビュー作
- かもめ（1977年）
- もず（1979年）
- ショートアイズ（1981年）
- 作者を探す六人の登場人物（1988年）
- 宵庚申思いの短夜（1989年）
- お国かぶき草子（1990年）
- 夜のキャンヴァス（1993年）
- 好色一代女（1993年）
- 華々しき一族（1996年）
- 危機一髪（1997年）
- あ?! それが問題だ（1997年）
- 柘榴のある家（1997年）
- 十二夜（1998年）
- リチャード三世（1999年）
- ふるあめりかに袖はぬらさじ（1999年）
- 野分立つ（2000年）
- 近代能楽集 弱法師（2001年・2005年）
- 華岡青洲の妻（2002年）
- シブヤから遠く離れて（2004年） - アオヤギの父
- 毒の香り（2005年）
- 恋の骨折り損（2007年）
- 錦繍（2007年）
- オセロー（2007年）
- 風のつめたき櫻かな（2008年）
- グレンギャリー・グレン・ロス（2009年）
- 女の一生
- 桜の園
- 天使たちが街をゆく
- マクベス

### 映画
- この青春（1971年） - チンドン屋
- 混血児リカ ハマぐれ子守唄（1973年） - ニクイソン
- 戦争と人間 第三部（1973年） - 古参上等兵
- サンダカン八番娼館 望郷（1974年） - 客の水兵（軍艦『夕張』の乗組員）
- ザ・レイプ（1982年） - 刑事
- ロックよ、静かに流れよ（1988年） - 大川先生
- まぶだち（2001年） - 小林
- 杉に生きる（2004年）

### テレビドラマ
- 帰ってきたウルトラマン 第34話「許されざるいのち」（1971年） - 水野一郎
- 浮世絵 女ねずみ小僧 第2シリーズ 第10話「夏景色 お京の恋」（1972年）
- ワイルド7 第1話「復讐のヘアピン.サーカス」（1972年） - 運転手
- 木曽街道いそぎ旅 第8話「妻籠宿、月に浮かんだお六櫛」（1973年）
- 仮面ライダーX 第8話「怪!? 小地球・中地球・大地球」（1974年） - 倉田
- 八州犯科帳 第3話「忘れな草に泣く女」（1974年） - がま平
- ライオン奥様劇場 / 愛染かつら（1974年）
- 非情のライセンス
  - 第2シリーズ 第106話「黙秘」（1976年） - 元村一
  - 第3シリーズ 第19話「兇悪の声紋・カーフェリー爆破三秒前!」（1980年）
- 大江戸捜査網 第3シリーズ 第188話「異母兄弟の夜明け」（1977年）
- 気まぐれ本格派 第19話「江戸ッ子スター大興奮」（1978年）
- 部長刑事 第1068話「籠の中の殺人」（1979年）
- あさひが丘の大統領 第5話「オレはおまえの親父じゃない!!」（1979年）
- 土曜ワイド劇場
  - 牟田刑事官事件ファイル - 佐野刑事
    - 第3作「見合い旅行殺人事件」（1985年） -  第7作「奥浜名湖女たちの危険なプレイ」（1987年）
    - 第9作「岸辺に立つ女」（1988年）
    - 第10作「伊豆半島復讐に燃える女たち!」（1989年）
    - 第13作「横浜〜八王子〜伊良湖、殺人ラインの女たち」（1990年） -  第17作「能登－ヨコハマ四重殺人」（1992年）
    - 第24作「阿波鳴門うず潮の殺意」（1998年） - 第28作「横浜〜南紀勝浦連続殺人!」（2000年）
    - 第30作「横浜〜沖縄 二度殺された不思議な死体」（2001年） -  第33作「横浜〜函館大沼 崖の上の女、下の女!」（2007年）
      - 終着駅の牛尾刑事VS事件記者・冴子→牟田刑事官VS終着駅の牛尾刑事そして事件記者冴子 - 佐野刑事
        - 終着駅の牛尾刑事VS事件記者・冴子 第1作「エネミイ」（2001年）
        - 終着駅の牛尾刑事VS事件記者・冴子 第2作「暗渠の連鎖」 （2002年）
        - 牟田刑事官VS終着駅の牛尾刑事そして事件記者冴子 第1作「レッドライト」（2003年）

  - 辻真先の婚約旅行殺人事件シリーズ 第1作「北海道婚約旅行殺人事件・幽霊列車に紅い血が散る!」（1985年）
  - 赤いドレスの女 ファッションデザイナー殺人事件（1985年）
  - 混浴露天風呂シリーズ 第5作「湯けむりに消えた女三人旅 田沢湖から乳頭温泉へ」（1986年）
  - 厄除け商売繁盛殺人事件 第1作「浅草ほおずき市の夜から始まる恐怖の連鎖!」（1994年）
  - 東京駅お忘れ物預り所 第3作「寝台特急『北陸』〜裏切りの13番ホーム!!」（2009年） - 親族
- 大河ドラマ
  - いのち（1986年） - 乗客
  - 独眼竜政宗（1987年） - 田中吉政
  - 葵 徳川三代（2000年） - 織田信雄
- 春風一番!（1986年）
- パパ合格ママは失格（1986年）
- 金曜女のドラマスペシャル / 砂に消えた女（1987年）
- 月曜・女のサスペンス 傑作推理受賞作シリーズ第1作「庭の薔薇の紅い花びらの下」（1989年） - ユウ子の夫
- 水曜グランドロマン / 思春期外来 第1作「お金なんかいらない! 少女売春と現代家族の病巣」（1989年）
- 木曜ゴールデンドラマ / 待てば海路の秋日和（1989年）
- 日本一のカッ飛び男 第6話「サヨナラ! おやじ」（1990年）
- メタルヒーローシリーズ
  - 特警ウインスペクター 第47話「億ションの甘い罠」（1990年） - 手塚専務
  - 特捜エクシードラフト 第27話「拳のラブストリー」（1992年） - 南條博士
- 刑事貴族3（1992年）
- 眠れない夜をかぞえて 第6話「愛」、第7話「情」（1992年）
- 銭形平次 第2シリーズ 第5話「二重の鍵」（1992年）
- 火曜サスペンス劇場 / 女の中の迷路（1993年）
- 金曜エンタテイメント / ざけんなョ!!6 「結婚は女の墓場!?」（1994年）
- 憲法はまだか 第2話（1996年）
- 月曜ミステリー劇場 / 陰の季節 第6作「刑事」（2003年）
- BSミステリー / 芸者小春姐さん奮闘記 第3作「豪華絢爛スペシャル!! 伊香保芸者VS向島芸者! 花かんざし連続殺人は美人画の呪い!? 華麗な装いに憎悪の炎」（2006年）
- 中学生日記

### CM
- 日立ビルシステム